# Liste de points extrêmes de la Lettonie

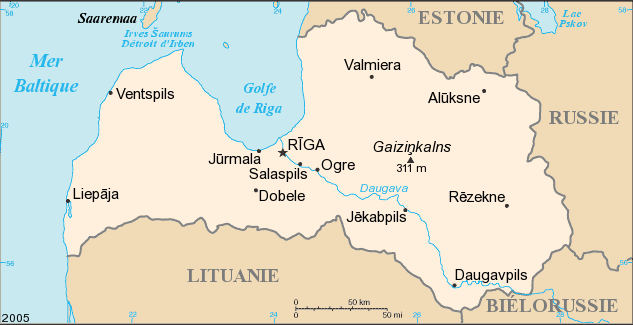
Carte de la Lettonie

Voici une liste de points extrêmes de la Lettonie.

## Latitude et longitude
- Nord : Rūjiena, Vidzeme (58° 05′ 07″ N, 25° 11′ 58″ E)
- Sud : Demene, Zemgale (55° 40′ 29″ N, 26° 35′ 48″ E)
- Ouest : Nīca, Kurzeme (56° 21′ 00″ N, 20° 58′ 18″ E)
- Est : Zilupe, Latgale (56° 16′ 39″ N, 28° 14′ 25″ E)

## Altitude
- Maximale : Gaiziņkalns, 312 m (56° 52′ 14″ N, 25° 57′ 33″ E)
- Minimale : mer Baltique, 0 m